# روغن‌ماهی ژرفا
روغن‌ماهی ژرفا (نام علمی: Bathygadus) نام یک سرده از تیره دم‌شلاقیان است.